# Kayea
Genre
Kayea est un genre de plantes à fleurs de la famille des Calophyllaceae.

## Liste d'espèces
Selon Plants of the World online (POWO) (12 septembre 2020) et World Checklist of Vascular Plants (WCVP) (12 septembre 2020) :
- Kayea elegans King
- Kayea coriacea (P.F.Stevens) P.F.Stevens
- Kayea kunstleri King
- Kayea ferruginea Pierre

Selon NCBI (12 septembre 2020) :
- Kayea corneri
- Kayea elmeri Merr.
- Kayea hexapetala Pierre
- Kayea kunstleri King
- Kayea lepidota Pierre
- Kayea oblongifolia Ridl.
- Kayea stylosa Thwaites

Selon The Plant List (12 septembre 2020) :
- Kayea coriacea (P.F. Stevens) P.F. Stevens
- Kayea paniculata (Blanco) Merr.

Selon Tropicos (12 septembre 2020) (Attention liste brute contenant possiblement des synonymes) :
- Kayea acuminatissima Merr.
- Kayea assamica King & Prain
- Kayea beccariana Baill.
- Kayea coriacea (P.F. Stevens) P.F. Stevens
- Kayea ferruginea Pierre
- Kayea floribunda Wall.
- Kayea kunstleri King
- Kayea macrophylla Kaneh. & Hatus.
- Kayea manii
- Kayea paniculata (Blanco) Merr.
- Kayea philippinensis Planch. & Triana
- Kayea punctulata P.F. Stevens
- Kayea racemosa auct.